# The British Invasion (worstelteam)
The British Invasion was een professioneel worstelstable dat actief was in de Total Nonstop Action Wrestling (TNA). Het team bestond uit Engelse worstelaars Douglas Williams, Magnus en hun Welshe enforcer Rob Terry.

## Prestaties
- Total Nonstop Action Wrestling
  - IWGP Tag Team Championship (1 keer) – Magnus & Williams
  - TNA Global Championship (1 keer) – Terry
  - TNA World Tag Team Championship (1 keer) – Magnus & Williams
  - TNA X Division Championship (1 keer) – Williams